# Inmortal polaca
La Inmortal polaca, también conocida como la Inmortal polaco-argentina, es el nombre dado a una partida de ajedrez entre Glucksberg y Miguel Najdorf jugada en Varsovia, Polonia. El juego se celebra por el sacrificio de las cuatro piezas menores de las negras.
Algunas fuentes dan la fecha de este juego en el año 1930 o 1935, y dan el nombre del jugador de las piezas blancas como «Glucksberg». Garri Kaspárov da la fecha del juego como 1928, y el nombre del oponente de Najdorf como «Glinksberg», citando como fuentes para estos hechos a Najdorf y a su hija.

## La partida
Blancas: Glinksberg

Negras: Miguel Najdorf

Apertura: Defensa holandesa (ECO A85)

Lugar: Varsovia, Polonia
(Las notas están basadas en la obra Mis grandes predecesores de Gary Kasparov, parte IV , a menos que se indique lo contrario)
1.d4 f5 2.c4 Cf6 3.Cc3
Defensa holandesa con 2.c4 y 3.Cc3.
3.(...) e6 4.Cf3 d5 5.e3
Savielly Tartakower sugiere 5.Af4.
5.(...) c6 6.Ad3 Ad6 7.0-0 0-0 8.Ce2
Tartakower recomienda 8.Ce5 seguido de 9.f4, «contrarrestar el Muro de piedra con otro Muro de piedra».
8.(...) Cbd7 9.Cg5?
Este movimiento parece un error elemental, perdiendo un peón, pero de hecho la posición es más complicada que eso.
9.(...) Axh2+! 10.Rh1!?
Después de 10.Rxh2 Cg4 + 11.Rh1 Dxg5 las negras suben un peón por nada. Después de 10.Rh1, las blancas amenazan tanto Cxe6, material ganador o atrapar al alfil negro con g3 o f4.
10.(...) Cg4! 11.f4
Defender al Caballo blanco en g5 y cortar la ruta de escape del alfil negro; no 11.Cxe6? Dh4!
11.(...) De8 12.g3 Dh5 13.Rg2
Las blancas han rodeado al alfil negro y amenazan con ganarlo con Th1, Cf3 y Cxh2.
13.(...) Ag1!!
Sacrificar al Alfil para continuar el ataque contra el rey blanco.
14. Cxg1
No correspondía 14.Rxg1? Dh2# o 14.Txg1? Dh2+ y 15.(...) Df2#.
14.(...) Dh2 + 15.Rf3 e5! 16.dxe5 Cdxe5+ 17.fxe5 Cxe5 + 18.Rf4 Cg6+ 19.Rf3 f4!!
Amenazando a ambos 20.(...) Ce5# y 20.(...) Ag4+.
20. exf4
Si 20.Axg6 entonces 20.(...) Ag4+ 21.Rxg4 Dxg3+ 22.Rh5 hxg6+ 23.Rxg6 Tf6+ 24.Rh5 Th6#.
20.(...) Ag4+!! 21.Rxg4 Ce5+! 22.fxe5 h5# 0–1